# Gerrit Vos (zanger)
Gerrit Vos (Eindhoven, 18 oktober 1962) is een Nederlandse zanger.
Vos maakte deel uit van het Woonwagen Duo (samen met Dellie Pfaff) en trad op onder pseudoniem Dave Daily. Onder zijn eigen naam bracht hij de albums Samen met jou en Reiziger in hart en nieren uit. Vos kwam op 3 februari 2007 op de 72e plaats in de Mega Top 100 met de single Melanie slaap zacht. Het nummer stond een week in de hitlijst en doelt op de moord op Melanie Sijbers uit Geldrop. Vos kwam ook in het nieuws doordat hij volgens Marianne Weber haar had bedreigd omdat zij een lied van hem gecoverd had. Dit werd ontkend door Vos.